# Pēteris Ugrjumovs
Pēteris Ugrjumovs (ros. Пётр Сергеевич Угрюмов; Piotr Siergiejewicz Ugrjumow, ur. 21 stycznia 1961 w Rydze) – łotewski kolarz szosowy pochodzenia rosyjskiego.

## Kariera
Największy sukces w karierze Pēteris Ugrjumovs osiągnął w 1994 roku, kiedy zajął drugie miejsce w klasyfikacji generalnej Tour de France. Wyprzedził go jedynie Hiszpan Miguel Indurain, a trzecie miejsce zajął Włoch Marco Pantani. W tej edycji TdF Ugrjumovs wygrał dwa etapy oraz zajął trzecie miejsce w klasyfikacji górskiej, za Francuzem Richardem Virenque i Marco Pantanim. Wygrał też między innymi wyścig Dookoła Soczi w latach 1984 i 1987, Circuit de la Sarthe w 1987 roku, Vuelta a Asturias w 1991 roku, a także Giro del Friuli oraz Euskal Bizikleta w 1993 roku. Był również drugi w wyścigu Dookoła Jugosławii w 1981 roku, Okolo Slovenska w 1987 roku, trzeci w Wyścigu Pokoju rok później oraz drugi w Tour de Romandie w 1995 roku. Czterokrotnie startował w Vuelta a España, najlepszy wynik osiągając w 1991 roku, kiedy był ósmy w klasyfikacji generalnej. Wielokrotnie startował w Giro d'Italia, zajmując między innymi drugie miejsce w klasyfikacji generalnej w 1993 roku. Łotysz wygrał jeden etap i uległ tylko Indurainowi. W Giro był ponadto trzeci w 1995 roku i czwarty rok później. Na mistrzostwach świata najlepszy wynik osiągnął w 1992 roku, kiedy podczas MŚ w Benidorm zajął siódmą pozycję w wyścigu ze startu wspólnego. Nigdy nie wystąpił na igrzyskach olimpijskich. W 1999 roku zakończył karierę.